# Murtal
O Murtal é uma localidade da freguesia de Carcavelos e Parede e uma pequena porção (Quinta dos Chainhos) pertencente à freguesia de São Domingos de Rana, no Município de Cascais. O seu topónimo surge pela designação da planta que nesta localidade medrava em abundância, a murta-comum (Myrtus communis).